# Оглашенные, изыдите!
«Оглашенные, изыдите!» — дебютный студийный альбом группы Оргия Праведников (второй релиз после макси-сингла). Был записан и сведён на студиях «Рок-Академия» и «МизАнТроп» в 2001 году. Звукорежиссёр — Илья Ескевич. Название взято из последования православной литургии (см. Оглашенные).
Презентация альбома прошла в клубе Точка 23 мая 2001 года, в концерте приняла участие Ольга Арефьева.

## Список композиций
1. Оглашенные, изыдите! (инструментал, 01:00)
2. Начало века (инструментал, 07:18)
3. Ночь защиты (08:31)
4. Восхождение чёрной луны (07:18)
5. Убить свою мать — (05:27)
6. Туркестанский экспресс (06:42)
7. Покой и свобода — (09:49)
8. Вариации на тему военного марша Г.Свиридова (инструментал, 01:45)
9. Ступени (05:48)
10. Весна (08:27)

## Участники записи (в буклете не указаны)
- Сергей Калугин — акустическая гитара, вокал
- Алексей Бурков — электрогитара, мандолина
- Юрий Русланов — флейта, бас-гитара
- Артемий Бондаренко — бас-гитара
- Александр Ветхов — ударные